# دانا گارسیا
دانا ماریا گارسیا اُسونا (اسپانیایی: Danna Maria García Osuna‎; متولد ۴ فوریه ۱۹۷۸) یک بازیگر کلمبیایی است که با ايفاى نقش درتلنولاى pasión de Gavilanes در نقش نورما اليزوندو به شهرت رسيد. در ايران او را با دو تلنولاى معروف طلسم زيبا در نقش لولا كاررو و تاوان در نقش سوليداد د اوبرگن مى شناسند كه اين تلنولاها در سال‌هاى ١٣٨٩-١٣٨٨ و ١٣٩٠-١٣٨٩ به ترتيب از شبكه‌هاى فارسی۱ و زمزمه پخش مى‌شدند.

## زندگی‌نامه
دانا گارسیا، دختر خواننده‌ی کلمبیایی کلودیا اسونا است که فعالیت هنری خود را از سن چهار سالگی شروع کرد. در سال ۱۹۹۴ دانا و خواهرش یک گروه موسیقی تشکیل دادند به نام "Café Moreno" و آلبوم "Momposina" را روانه بازار کردند. در همان سال دانا در اولین نقش خود در تلویزیون کلمبیا ظاهر شد.

## فعالیت‌ها
در سال ۲۰۰۶، او اولین بازیگر کلمبیایی بود که با بازی در سریال "Al norte del corazón" در تلویزیون مکزیک تبدیل به یک ستاره شد. دانا بشتر به خاطر بازی در نقش اول سریال های "Pasión de Gavilanes" و "La Revancha" در سال های ۲۰۰۳ و ۲۰۰۰ شناخته می شود.در سال ۲۰۰۸، دانا جانشین ساندرا اچیوریا در سریال تاوان شد که در آن سریال با ماریو سیمارو هم بازی بود. در همان سال او نقش اول سریال کمدی "Un Gancho al Corazón" را پذیرفت. در سال ۲۰۰۹ او در سریال طلسم زیبا در نقش لولا کارلو بازی کرد که این سریال موفقیت های جهانی را در پی داشت.

## فعالیت جانبی
در سال ۲۰۰۶، دانا گارسیا با کمپانی "Maybelline" (تولید کننده لوازم آرایشی و بهداشتی) قرارداد شرکت در آگهی های بازرگانی (به عنوان مدل سخنگو) را امضا کرد. او همچنین مدل سخنگو محصولات "Garnier Nutrisse" نیز می باشد.
در سال های ۲۰۰۶ و ۲۰۰۸ نام دانا گارسیا در لیست ۵۰ نفر زیباترین مردم دنیا قرار گرفت.

## فیلمشناسی
| سال  | عنوان                       | Production Company               | نقش                    | توضیحات           |
| ---- | --------------------------- | -------------------------------- | ---------------------- | ----------------- |
| ۲۰۱۲ | Por Derecho de Sangre       | Televisa                         | Fernanda               | نقش اول           |
| ۲۰۱۱ | Carrusel                    | Paradigma films                  | Maria Cristina         | نقش اول           |
| ۲۰۱۱ | El cielo en tu mirada       | Sobrevivientes Films & Videocine | Angel                  | نقش مکمل          |
| ٢٠١٠ | Alguien Te Mira             | Telemundo Studios Miami          | Piedad Estévez         | نقش اول           |
| ٢٠١٠ | طلسم زیبا                   | Telemundo-RTI                    | Dolores (Lola) Carrero | نقش اول           |
| ۲۰۰۸ | Un Gancho al Corazón        | Televisa                         | Valentina Lopéz        | نقش اول           |
| ۲۰۰۸ | تاوان                       | Telemundo-RTI                    | Soledad de Obregón     | نقش اول           |
| ۲۰۰۵ | Corazón partido             | Telemundo-Argos                  | Aura Echarri           | نقش اول           |
| ۲۰۰۴ | Te Voy a Enseñar a Querer   | Telemundo-RTI                    | Diana Rivera           | نقش اول           |
| ۲۰۰۳ | Pasión de Gavilanes         | Telemundo-RTI-Caracol            | Norma Elizondo         | نقش اول           |
| ۲۰۰۲ | Lo que callamos las mujeres | TV Azteca                        | Lety                   | نقش اول           |
| ۲۰۰۰ | La Revancha                 | Venevision                       | Soledad                | نقش اول           |
| ۱۹۹۹ | Háblame de amor             | TV Azteca                        | Julia/Jimena           | نقش اول           |
| ۱۹۹۸ | Perro Amor                  | Cenpro Television                | Sofia                  | نقش اول           |
| ۱۹۹۷ | Al Norte del Corazón        | TV Azteca                        | Eloisa                 | نقش اول (Villain) |
| ۱۹۹۷ | El Dia es Hoy               | RCN                              | Milena                 | نقش اول           |
| ۱۹۹۵ | Victoria                    | RCN                              | Victoria               | نقش اول           |
| ۱۹۹۴ | Café، con aroma de mujer    | RCN                              | Marcela                | نقش مکمل          |
| ۱۹۸۹ | Azucar                      | RCN                              | Caridad Solaz          | نقش مکمل          |